# آشفتگی (فیلم ۲۰۰۰)
«آشفتگی» (پرتغالی: Estorvo) یک فیلم است که در سال ۲۰۰۰ منتشر شد. کارگردان این فیلم روی گوئرا است.